# Pangu Xiang
Pangu Xiang (kinesiska: 盘古乡, 盘古) är en socken i Kina. Den ligger i provinsen Hebei, i den norra delen av landet, omkring 160 kilometer söder om huvudstaden Peking. Antalet invånare är 27 599. Befolkningen består av 13 486 kvinnor och 14 113 män. Barn under 15 år utgör 15,0 %, vuxna 15-64 år 75 %, och äldre över 65 år 9,0 %.
Genomsnittlig årsnederbörd är 705 millimeter. Den regnigaste månaden är juli, med i genomsnitt 268 mm nederbörd, och den torraste är januari, med 3 mm nederbörd.